# A Love Story (久保田利伸の曲)
「a Love Story」（ア ラブ ストーリー）は、久保田利伸の29枚目のシングル。2005年4月27日にSME Recordsから発売された。

## 概要
前作「Our Christmas」から1年4ヶ月ぶりのシングルは、『Shall We Dance?』日本語吹き替え版のテーマソング。ミュージック・ビデオ監督は末田健。

## 収録曲
作詞・作曲：久保田利伸　編曲：柿崎洋一郎
1. a Love Story [5:12]
2. Sign of Love [4:37]
  - 日本テレビ主催「イサム・ノグチ展」テーマ
3. a Love Story 〜Dancing with the Universe Mix〜 [5:10]

## 収録アルバム

### a Love Story
- オリジナル『FOR REAL?』（2006年3月1日）
- ベスト『LOVE & RAIN 〜LOVE SONGS〜』（2010年11月24日）

### Sign of Love
- オリジナル『FOR REAL?』（2006年3月1日）※Soul Response Version

### a Love Story 〜Dancing with the Universe Mix〜
- サウンドトラック『シャル・ウィ・ダンス? ミュージック・フロム・ザ・モーション・ピクチャー』（2005年4月20日）

## タイアップ
- a Love Story『Shall We Dance?』日本語吹き替え版テーマソング